# Massonia echinata
Massonia echinata är en sparrisväxtart som beskrevs av Carl von Linné d.y.. Massonia echinata ingår i släktet Massonia och familjen sparrisväxter. Inga underarter finns listade i Catalogue of Life.